# Barmfjorden
Barmfjorden er en fjordarm af Frøyfjorden på Hitra i Trøndelag fylke i Norge. Fjorden har indløb ved Flesa fyr og går 5 kilometer mod syd til Vollen i bunden af fjorden.
Midt i indløbet ligger to små øer, som danner tre specielt trange sunde, cirka 5 til 15 meter brede, ind til resten af fjorden. Vandføringen gennem de trange sunde er voldsom ved ebbe og flod, særlig kendt og berygtet er sundet længst mod øst, Storstraumen , både blandt fiskere og dykkere.
Det ligger flere smågårde langs begge sider af fjorden, og på vestsiden går fylkesvej 714 mod nord. 
Mellem Straumsfjorden og Barmfjorden ligger flodlejet Straumvassdraget med flere søer, fra den gang da øen Hitra var delt i to. I dag er højden over havet langs flodlejet under 30 meter.